# Juan Ignacio Saborido
Juan Ignacio Saborido (La Plata, Argentina; 25 de abril de 1998) es un futbolista argentino. Juega de defensa y su equipo actual es el Platense de la Primera División de Argentina.

## Trayectoria
Formado en las inferiores de Estudiantes de La Plata, Saborido llegó al Villa San Carlos en 2019 donde jugó tres temporadas de la Primera B Metropolitana.
El 17 de diciembre de 2022, Saborido fue cedido al Club General Caballero de la Primera División de Paraguay, de cara a la temporada 2023.
EL 9 de enero de 2024, Saborido firmó en el Platense de la Primera División de Argentina.

## Estadísticas
Actualizado al último partido disputado el 29 de enero de 2023.
| Club                       | Div.          | Temporada     | Liga  | Liga  | Copas nacionales | Copas nacionales | Copas internacionales | Copas internacionales | Total | Total |
| Club                       | Div.          | Temporada     | Part. | Goles | Part.            | Goles            | Part.                 | Goles                 | Part. | Goles |
| -------------------------- | ------------- | ------------- | ----- | ----- | ---------------- | ---------------- | --------------------- | --------------------- | ----- | ----- |
| Villa San Carlos Argentina | 3.ª           | 2019-20       | 18    | 1     | 3                | 0                | —                     | —                     | 21    | 1     |
| Villa San Carlos Argentina | 3.ª           | 2021          | 32    | 0     | 0                | 0                | —                     | —                     | 32    | 0     |
| Villa San Carlos Argentina | 3.ª           | 2022          | 36    | 2     | 0                | 0                | —                     | —                     | 36    | 2     |
| Villa San Carlos Argentina | Total club    | Total club    | 86    | 3     | 3                | 0                | 0                     | 0                     | 89    | 3     |
| General Caballero Paraguay | 1.ª           | 2023          | 38    | 2     | 1                | 0                | 0                     | 0                     | 39    | 2     |
| General Caballero Paraguay | Total club    | Total club    | 38    | 2     | 1                | 0                | 0                     | 0                     | 39    | 2     |
| Total carrera              | Total carrera | Total carrera | 125   | 5     | 4                | 0                | 0                     | 0                     | 125   | 5     |

## Palmarés

### Campeonatos nacionales
| Título           | Club           | País      | Año    |
| ---------------- | -------------- | --------- | ------ |
| Primera División | C. A. Platense | Argentina | A-2025 |